# 谷地本町
谷地本町（やぢほんちょう）は、福島県郡山市に所在する町丁である。郵便番号は963-0231。

## 地理
郡山市中西部の行政区である大槻町に属する。北で鳴神、東で大槻町（飛地）、静町、南で御前南、西で静西、中野とそれぞれ隣接する。中谷地土地区画整理事業実施区域のうちコスモス通り以東に位置する。コスモス通りに沿い南北に細長く、沿線に店舗や住宅が立ち並ぶ。大槻町に所在する郡山警察署大槻交番、および大槻町に所在する郡山消防署大槻基幹分署がそれぞれ管轄にあたる。

## 世帯数と人口
2024年1月1日現在の世帯数と人口は以下の通りである。
| 町丁     | 世帯数 | 人口  |
| -------- | ------ | ----- |
| 谷地本町 | 46世帯 | 107人 |

## 小・中学校の学区
市立小・中学校に通う場合、学区は以下の通りとなる。
| 番地 | 小学校             | 中学校                 |
| ---- | ------------------ | ---------------------- |
| 全域 | 郡山市立大成小学校 | 郡山市立郡山第七中学校 |

## 交通

### 道路
- 一級市道33号桑野大槻線（新さくら通り）
- 一級市道69号静町大徳南線（コスモス通り）

## 施設等
- ひかり保育園
- ファミリーマート 郡山谷地本町店
- ローソン 郡山コスモス通り店
- ワークマン 郡山大槻店
- 幸楽苑 コスモス通り店
- ステーキ宮 郡山コスモス通り店